# Children of Bodoms diskografi
Det finske metalband Children of Bodoms diskografi starter i 1997 med bandets debutalbum. Tidligere havde de under navnet Inearthed udgivet flere demoer. Pr. 2011 har Children of Bodom udgivet syv studiealbum, to livealbum, et opsamlingsalbum, et hyldestalbum, ti singler, tre ep'er og to singler med andre bands.

## Albumudgivelser

### Studiealbum
Siden udgivelsen af debutalbummet Something Wild i 1997 har Children of Bodom udgivet et nyt studiealbum hvert andet år – med undtagelse af Blooddrunk, der kom tre år efter Are You Dead Yet?.
Bandet er kendt for de store forandringer dets musik har gennemgået – fra black metal over neoklassisk metal og power metal til melodisk dødsmetal og thrash metal. På Something Wild startede bandet deres karriere på en aggressiv lyd, der er blevet klassificeret som black metal. Albummet var præget af aggressivt trommespil og avanceret guitarspil med stærk indflydelse fra neoklassisk metal.
De neoklassiske elementer blev taget med til det næste album, Hatebreeder, hvor der i langt højere grad end tidligere var fokus på det tekniske i musikken. Guitaristen Alexander Kuoppala har udtalt, at "Hatebreeder var et meget teknisk og klart album".
Bandets tredje album Follow the Reaper havde ny producer og et helt nyt studie. Det skyldtes ifølge Kuoppala ironisk nok den klare produktion bandet havde opnået ved Hatebreeder – ifølge Kuoppala manglede "attituden" ved den gamle produktion, og bandet flyttede derfor indspilningen af Follow the Reaper til Sverige. Bandets nye producer, Peter Tägtgren fra Hypocrisy, havde ny indflydelse på bandet, hvilket førte til at Follow the Reaper fik en meget keyboard-domineret lyd og mange guitarsoloer. Follow the Reaper blev det album, der mere end noget andet bidrog til at give Children of Bodom ry som et power metal-band – noget som bandmedlemmerne bestemt ikke er enige i.
Efter det korte samarbejde med Tägtgren vendte Children of Bodom tilbage til deres gamle producer og studie på deres næste album, Hate Crew Deathroll. I mellemtiden var bandets pladeselskab, Spinefarm, opkøbt af giganten Universal Music Group. Det betød, at bandet havde adgang til højkvalitetsudstyr til indspilningen af Hate Crew Deathroll. Samtidig betød det en ændring i bandets musikstil: Størstedelen af den Tägtgren-inspirerede power metal-lyd forsvandt lige så hurtigt, som den var kommet og gav plads til langt mere lyttervenlig musik – en anmelder har døbt stilen "kommerciel black metal", men albummet havde stadig hovedtræk fra melodisk dødsmetal.
Hate Crew Deathroll blev det album, der fik Children of Bodom op af undergrunden og ind i mainstream-musikken, og det blev bandets første nummer 1 på den finske hitliste.
På deres femte album, Are You Dead Yet?, fortsatte Children of Bodom deres lyttervenlige musikstil. Brugen af keyboards blev nedtonet yderligere, forsanger Laihos vokal blev mere forståelig for det utrænede øre, og de bombastiske shred-soloer forsvandt for at gøre plads til mere ligefrem og enkel heavy metal.
Are You Dead Yet? hjalp Children of Bodom længere ind i mainstream, og blev som sin forgænger nummer 1 i Finland. Mens albummets lyttervenlige metal skaffede bandet mange nye fans, blev de dog kritiseret af mange af de gamle, som mente, at bandets musik havde udviklet sig i en forkert retning.
Children of Bodom fulgte successen fra Are You Dead Yet? op med Blooddrunk, som blev udgivet i foråret 2008. Musikalsk minder albummet meget om sin forgænger.
Deres syvende album, Relentless Reckless Forever, blev udgivet i starten af 2011.
| År   | Album                       | Dominerende musikgenre(r)                                                                   | Pladeselskab                        |
| ---- | --------------------------- | ------------------------------------------------------------------------------------------- | ----------------------------------- |
| 1997 | Something Wild              | Black metal med elementer fra neoklassisk metal og klassisk musik.                          | Spinefarm/Nuclear Blast             |
| 1999 | Hatebreeder                 | Neoklassisk metal med elementer fra power metal og melodisk dødsmetal.                      | Spinefarm/Nuclear Blast             |
| 2001 | Follow the Reaper           | Kraftig power metal med indflydelse fra melodisk dødsmetal og en smule neoklassisk metal.   | Spinefarm/Nuclear Blast/Candlelight |
| 2003 | Hate Crew Deathroll         | Melodisk dødsmetal, mindre power metal. Lyden af neoklassisk metal er helt forsvundet.      | Spinefarm/Century Media/UMG         |
| 2005 | Are You Dead Yet?           | Melodisk dødsmetal på grænsen til thrash metal. Meget mindre power metal end tidligere.     | Spinefarm/Century Media/UMG         |
| 2008 | Blooddrunk                  | Blanding af melodisk dødsmetal og thrash metal med flere indflydelser fra progressiv metal. | Spinefarm/UMG                       |
| 2011 | Relentless Reckless Forever |                                                                                             | UMG                                 |

Herunder ses studiealbummenes øverste placering på diverse hitlister.
| Something Wild              | - Udgivet: November 1997 - Pladeselskab: Spinefarm - Format: CD, LP        | 20 | 123 | 179 | 9  | 67 | 201 | 192 | 89 | 64 | 9  | 77 | 154 | - FIN: 2.,692+               | - FIN: Guld   |
| Hatebreeder                 | - Udgivet: 26. april, 1999 - Pladeselskab: Spinefarm - Format: CD, LP      | 6  | 76  | 28  | 8  | 4  | 175 | 183 | 9  | 83 | 34 | 5  | 21  | - FIN: 31.737+               | - FIN: Guld   |
| Follow the Reaper           | - Udgivet: 30. oktober, 2000 - Pladeselskab: Spinefarm - Format: CD, LP    | 3  | 46  | 88  | 38 | 9  | 86  | 84  | 16 | 67 | 4  | 23 | 14  | - FIN: 29.014+ - US: 7.946+  | - FIN: Platin |
| Hate Crew Deathroll         | - Udgivet: 6. januar, 2003 - Pladeselskab: Spinefarm - Format: CD, LP      | 1  | 45  | 74  | 55 | 36 | 93  | 65  | 30 | 29 | 12 | 33 | 30  | - FIN: 24.716+               | - FIN: Guld   |
| Are You Dead Yet?           | - Udgivet: 25. oktober, 2005 - Pladeselskab: Spinefarm - Format: CD, LP    | 1  | 16  | 67  | 42 | 16 | 79  | 27  | 82 | 17 | 9  | 1  | 1   | - FIN: 24.253+ - US: 5.000+  | - FIN: Guld   |
| Blooddrunk                  | - Udgivet: 9. april, 2008 - Pladeselskab: Spinefarm - Format: CD, LP       | 1  | 10  | 12  | 19 | 28 | 50  | 22  | 7  | 12 | 44 | 48 | 45  | - FIN: 23.247+ - US: 19.000+ | - FIN: Guld   |
| Relentless Reckless Forever | - Udgivet: 8. marts, 2011 - Pladeselskab: Spinefarm - Format: CD, LP       | 1  | 20  | 1   | 29 | 47 | 43  | 42  | 21 | 20 | 71 | 47 | 5   | - FIN: 13.894+ - US: 11.000+ | - FIN: Guld   |
| Halo of Blood               | - Udgivet: 11. juni, 2013 - Pladeselskab: Nuclear Blast - Format: CD, LP   | 2  | 18  | 1   | 28 | 26 | 24  | 54  | 21 | 16 | 1  | 7  | 10  | - US: 8.400+                 |               |
| I Worship Chaos             | - Udgivet: 2. oktober, 2015 - Pladeselskab: Nuclear Blast - Format: CD, LP | 1  | 20  | 74  | 36 | 5  | 26  | 92  | 21 | 25 | 9  | 69 | 31  |                              |               |
| .                           |                                                                            |    |     |     |    |    |     |     |    |    |    |    |     |                              |               |

### Livealbum
Indtil videre har Children of Bodom udgivet to officielle livealbum. Det første blev udgivet efter blot to albums, nemlig Something Wild og Hatebreeder – hvilket er usædvanligt, idet bands oftest har et større repertoire af udgivet materiale før de udsender et livealbum. Alexander Kuoppala har i et interview forklaret:
| Citat                                 | Det var bare en idé fra vores pladeselskab, at vi skulle prøve at optage koncerterne, og vi var helt "OK, lad os optage dem, men vi vil ikke udgive et album." Så miksede vi materialet og besluttede os for, "Det her er ikke så dårligt. OK. Lad os komme i gang." [...] Nutildags er jeg helt tryg ved ideen. Det lyder ikke så dårligt. Det har fejlene og alting, men det er virkelig et livealbum. | Citat |
| Alexander Kuoppala om Tokyo Warhearts | |       |

Efter yderligere at have udgivet Follow the Reaper, Hate Crew Deathroll og Are You Dead Yet? udgav bandet deres andet livealbum, Chaos Ridden Years - Stockholm Knockout Live, i 2006. Som titlen antyder er det en liveoptagelse fra Stockholm – mere præcist en koncert i Arenan i Stockholm 5. februar 2006. Albummet blev også udgivet som dvd.
| År   | Album                                        | Pladeselskab      |
| ---- | -------------------------------------------- | ----------------- |
| 1999 | Tokyo Warhearts                              | Spinefarm Records |
| 2006 | Chaos Ridden Years - Stockholm Knockout Live | Spinefarm Records |

#### Dvd'er
Livealbummet Chaos Ridden Years – Stockholm Knockout Live blev, som nævnt, også udgivet som dvd, med ekstramateriale.
Da Alexi Laiho tidligere var blevet spurgt om udsigten til at udgive en dvd svarede han:
| Citat                          | Det er ikke udelukket. Vi arbejder nærmest på det hele tiden, og der er bare det, at vi skal have nok materiale at kunne lægge på dvd'en. Vi vil ikke udgive en dvd, som bliver en kedelig en, ikke en med kun et liveshow og nogle interviews, og det er alt. Du ved, det er mere som bare en bunke optagelser såsom liveoptagelser fra forskellige lande og tons af dumt backstage, væren fuld og renden rundt som små børn, du ved, og det er alligevel sådan vi er. | Citat |
| Alexi Laiho om dvd-potentiale. | |       |

Den endelige udgave af Stockholm Knockout Live kom således til at indeholde en liveoptagelse, flere af bandets musikvideoer, en samling af koncertoptagelser gennem tiden, en dokumentar og nogle tilfældige optagelser.
| År   | Dvd                                          |
| ---- | -------------------------------------------- |
| 2006 | Chaos Ridden Years - Stockholm Knockout Live |

### Ep'er
En ep er et musikalbum, der indeholder mellem to og fem sange. Pr. 2011 har Children of Bodom udgivet tre ep'er, hvoraf den ene kun er blevet udgivet i Storbritannien.
| År   | Ep                        | Kommentar                                                                           |
| ---- | ------------------------- | ----------------------------------------------------------------------------------- |
| 2004 | Trashed, Lost & Strungout | Blev både udgivet som ep og som dvd-ep. Titelnummeret blev også udgivet som single. |
| 2008 | Hellhounds On My Trail    | Kun udgivet i Storbritannien.                                                       |
| 2009 | Skeletons in the Closet   | Kun udgivet digitalt.                                                               |

### Opsamlingsalbum
Children of Bodom udgav i 2003 deres hidtil eneste opsamlingsalbum, der indeholder materiale som bandet har lavet i 1997 – 2000, altså materiale fra Something Wild, Hatebreeder og Follow the Reaper – samt tre livenumre taget fra livealbummet Tokyo Warhearts, som ligeledes blev udgivet i perioden.
| År   | Album                         | Kommentar            |
| ---- | ----------------------------- | -------------------- |
| 2003 | Bestbreeder from 1997 to 2000 | Kun udgivet i Japan. |

### Hyldestalbum
Children of Bodoms første egentlige hyldestalbum blev udgivet 23. september 2009, som en blanding af tidligere udgivet og nyt materiale.
| År   | Album                   | Kommentar                                                                          |
| ---- | ----------------------- | ---------------------------------------------------------------------------------- |
| 2009 | Skeletons in the Closet | En opsamling af tidligere udgivne covernumre, såvel som hidtil uudgivet materiale. |

### Deltagelse på andre album
Som så mange andre bands har Children of Bodoms musik optrådt på utallige "Best of..."-plader og andre opsamlingsplader med diverse kunstnere. Denne liste er derfor næppe fuldstændig og bør kun ses som vejledende.
Mange af bandets coversange er blevet "bestilt" specifikt til brug på hyldestalbum såsom A Tribute to the Scorpions, A Tribute to the Beast og Sepultural Feast: A Tribute to Sepultura, mens andre er valgt frit af bandet.
Herudover har Children of Bodoms sange medvirket på specifikke metalopsamlinger, såsom Spinetingler II – et opsamlingsalbum udelukkende bestående af kunstnere, der havde kontrakt med Spinefarm Records – eller mere generelle metalopsamlinger såsom Metal Rocks, Metallilitto II og Metal Hammer. Enkelte album er med liveoptagelser fra bandets koncerter – hovedsageligt fra deres koncerter på Wacken Open Air. Mere uofficielle liveoptagelser er blevet distribueret som bootlegs.
| År             | Album                                       | Nummer                            | Pladeselskab                       | Kommentar                                                                            |
| -------------- | ------------------------------------------- | --------------------------------- | ---------------------------------- | ------------------------------------------------------------------------------------ |
| 1998           | HellDorado                                  | Towards Dead End                  |                                    |                                                                                      |
| 1998           | Metallilitto II                             | Children of Bodom                 |                                    |                                                                                      |
| 1999           | Millenniumliitto                            | Silent Night, Bodom, Night (live) | Spinefarm                          |                                                                                      |
| 2000           | The Dark Side of Wacken                     | Lake Bodom (live)                 | Steamhammer (datterselskab af SPV) | Livealbum bestående af musik fra Wacken Open Air 1998.                               |
| 2000           | Death... Is Just the Beginning, Volume 6    | Hate Me!                          |                                    |                                                                                      |
| September 2000 | Spinetingler II                             | Hate Me!                          | Spinefarm                          | Opsamlingsalbum fra kunstnere med kontrakt til Spinefarm Records.                    |
| Januar 2001    | A Tribute to the Scorpions                  | Don't Stop at the Top             | Nuclear Blast                      | Hyldestalbum til the Scorpions.                                                      |
| April 2001     | Sepultural Feast: A Tribute to Sepultura    | Mass Hypnosis                     | Century Media                      | Hyldestalbum til Sepultura.                                                          |
| 2002           | Metal Rocks                                 | Aces High                         |                                    |                                                                                      |
| 2002           | A Tribute to the Beast                      | Aces High                         | Nuclear Blast                      | Hyldestalbum til Iron Maiden.                                                        |
| 2003           | Piikkinä lihassa                            | Latomeri                          |                                    |                                                                                      |
| 2004           | Armageddon Over Wacken–Live 2004            | Sixpounder                        | Armageddon Music                   | Livealbum bestående af musik fra Wacken Open Air 2004.                               |
| 2004           | Raskaustesti                                | Needled 24/7                      |                                    |                                                                                      |
| 2004           | Spinefarm Hardcovers                        | Aces High                         | Spinefarm                          | Opsamlingsalbum med coversange af kunstnere med kontrakt til Spinefarm.              |
| 2004           | MTV2 Headbangers Ball Volume 2              | Needled 24/7                      | Roadrunner                         | Opsamlingsalbum fra Headbangers Ball.                                                |
| 2005           | Nuclear Blast Showdown 2005                 | No Commands                       | Nuclear Blast The Orchard          | Opsamlingsalbum med kunstnere med kontrakt til Nuclear Blast Records.                |
| 2005           | Suomimetallia                               | In Your Face                      | Edel                               |                                                                                      |
| 2007           | Bam Margera Presents: Viva La Bands, Vol. 2 | Tie My Rope                       | Ferret Music FilthyNote            |                                                                                      |
| 2007           | Unholy Alliance Tour                        | Angels Don't Kill In Your Face    |                                    | Delealbum og -dvd fra turnéen med Slayer, Mastodon, Lamb of God og Thine Eyes Bleed. |
| ?              | Metal Hammer: Grilled à la Spinefarm        | Are Your Dead Yet?                | ?                                  | Ekstraalbum med Spinefarm-kunstnere.                                                 |
| ?              | Cover It Up, Volume 1                       | Hellion                           | ?                                  |                                                                                      |

## Demoer og singler

### Demoer
Bandet har aldrig udgivet demoer under navnet Children of Bodom. I 1994-1996 udgav bandet, der dengang var kendt som Inearthed, tre demoer. Musikalsk lå Inearthed langt fra Children of Bodom, idet musikken var langt tættere på dødsmetal, og frontmand Alexi Laihos vokal var dyb growl i modsætning til hans senere, karakteristiske skrig.
Den første demo, Implosion of Heaven, blev indspillet i det obskure "Munkkiniemen" demostudie, og bandet bestod dengang kun af Laiho på vokal/guitar, Jaska Raatikainen på trommer og Samuli Miettinen på bas.
Til den næste demo, med den kryptiske titel Ubiguitous Absence of Remission, havde bandet fået Alexander Kuoppala med på rytmeguitar. Dog var hverken Kuoppala eller Miettinen de facto til stede på demoen – i stedet blev bassen spillet af Laiho. Som noget nyt var der keyboard på denne demo – keyboards som i øvrigt blev spillet af Laiho og Raatikainen, hvor Laiho spillede højre hånd på keyboardet og Raatikainen spillede venstre. Det var samtidig den første udgivelse, der blev indspillet i Astia Studios og havde Anssi Kippo som producer – producer og studie ville komme til at følge Children of Bodom langt hen i deres karriere.
Til deres tredje demo, Shining, havde Inearthed skaffet sig en keyboardspiller, Jani Pirisjoki. Samtidig havde Henkka Seppälä overtaget bassen. Med en line-up med to guitarister, bassist, keyboardspiller og trommeslager begyndte musikken også efterhånden at have visse ligheder med det senere Children of Bodoms – blandt andet er flere riffs fra demoen senere blevet brugt på Follow the Reaper.
Alexi Laiho har udtalt sig meget kritisk om, at man kan købe deres Inearthed-demoer på eBay til høje priser, og hvis man skulle videredistribuere dem, så burde det være gratis.
| År   | Navn                            | Type |
| ---- | ------------------------------- | ---- |
| 1994 | Implosion of Heaven             | Demo |
| 1995 | Ubiguitous Absence of Remission | Demo |
| 1996 | Shining                         | Demo |

### Singler
Children of Bodom udgav til at begynde med en single pr. album, men gik fra Hate Crew Deathroll og fremad over til at udgive to.
Singlen The Carpenter betragtes egentlig generelt som en Nightwish-single, og i øvrigt Nightwish' allerførste udgivelse, da Children of Bodom og Thy Serpent begge var "gæster" på singlen.
Omslagene til Children of Bodom og Downfall var lavet i samme stil som de første to album (Children of Bodom havde samme røde baggrund som Something Wild og Downfall havde en grøn baggrund ligesom Hatebreeder), selv om begge sange er fra Hatebreeder. Denne tendens blev dog brudt med Hate Me!, men er senere blevet brugt på singler som Needled 24/7, In Your Face og Was It Worth It?.
| År   | Navn                         | Type                                    | Kommentar                                                  |
| ---- | ---------------------------- | --------------------------------------- | ---------------------------------------------------------- |
| 1997 | "The Carpenter"              | Delesingle med Nightwish og Thy Serpent | Children of Bodoms sang er "Red Light In My Eyes, pt. II". |
| 1998 | "Children of Bodom"          | Delesingle med Cryhavoc og Wizzard      | Nåede førstepladsen på den finske hitliste.                |
| 1998 | "Downfall"                   | Single                                  |                                                            |
| 2000 | "Hate Me!"                   | Single                                  | Solgte til platin i Finland.                               |
| 2002 | "You're Better Off Dead!"    | Single                                  | Solgte til guld i Finland.                                 |
| 2003 | "Needled 24/7"               | Single                                  |                                                            |
| 2004 | "Trashed, Lost & Strungout"  | Single                                  | Children of Bodom udgav også en ep med samme navn.         |
| 2005 | "In Your Face"               | Single og dvd-single                    |                                                            |
| 2008 | "Blooddrunk"                 | Single                                  |                                                            |
| 2008 | "Smile Pretty for the Devil" | Single                                  |                                                            |
| 2011 | "Was It Worth It?"           | Single                                  |                                                            |
| 2011 | "Roundtrip to Hell and Back" | Single                                  |                                                            |

#### B-sider
| År   | Titel                                               | Kommentar                                                                                              | Fra single                   |
| ---- | --------------------------------------------------- | --- | ---------------------------- |
| 1999 | "No Commands"                                       | Stone-cover.                                                                                           | "Downfall"                   |
| 2000 | "Hellion"                                           | W.A.S.P.-cover.                                                                                        | "Hate Me!"                   |
| 2002 | "Somebody Put Something in My Drink"                | Ramones-cover.                                                                                         | "You're Better Off Dead"     |
| 2004 | "She Is Beautiful"                                  | Andrew WK-cover.                                                                                       | "Trashed, Lost & Strungout"  |
| 2005 | "Oops!... I Did it Again"                           | Britney Spears-cover.                                                                                  | "In Your Face"               |
| 2005 | "In Your Face (radio edit)"                         | En censureret udgave af titelsangen, hvor ordet "fuck" er erstattet af et bip. Blev lavet som en joke. | "In Your Face"               |
| 2008 | "Lookin' Out My Backdoor"                           | Creedence Clearwater Revival-cover.                                                                    | "Blooddrunk"                 |
| 2008 | "Talk Dirty to Me"                                  | Poison-cover.                                                                                          | "Smile Pretty for the Devil" |
| 2011 | "Angels Don't Kill (live)" "Everytime I Die (live)" | Live-udgaver optaget på Bloodstock                                                                     | "Was It Worth It?"           |
| 2011 | "Party All the Time"                                | Eddie Murphy-cover.                                                                                    | "Roundtrip to Hell and Back" |

## Musikvideoer
Children of Bodom har generelt ikke været et band med mange musikvideoer. Frem til Hate Crew Deathroll blev der kun filmet én musikvideo til hvert album. Efter det kommercielle gennembrud med Hate Crew Deathroll har bandet indspillet flere videoer pr. album.
Den første Hate Crew Deathroll-video skabte stort påstyr, da bandet var stærkt utilfreds med resultatet og instruktøren, Pasi Takula. Om det har Alexi Laiho udtalt:
| Citat                                     | Jeg har ikke engang lyst til at se den længere! Jeg er bare så pissesur på instruktøren, mand. Han lyttede ikke til noget som helst, vi sagde til ham. Vi holdt et møde med ham, hvor vi fortalte, hvad vi ville have, og vi ville ikke have noget kunstnerisk lort. Vi vil bare have ordentlig fuckin' heavy metal, ik? Bare en masse headbanging i et cool miljø! Men den her fyr kom på denne røvåndssvage cirkusidé, og vi var som, "Dude... no fuckin' way!", men han var helt "Bare vent lidt, vent lidt...". Han lavede denne skitse af det hele, så der var billeder og ting, og jeg ser på det, og jeg ser alle de her klovne og jonglører og ballerinaer og andet lort, og jeg er helt "Dude... what the fuck?!?! Come on, det her er ikke heavy metal!". Anyway, vi fortalte ham, at vi ville filme i teltet, fordi der var det her store cirkustelt temmelig tæt på, hvor vi boede, og jeg tænkte, at det måske ville se cool ud, hvis vi filmede det, og det gjorde det også. Delene hvor vi spiller ser cool ud, men så spurgte jeg ham, "Du sætter ikke nogle fucking jonglører på, vel?", og han var helt "Nej, nej nej...". Da vi var færdige med videoen, skulle jeg på en Europa-turné med mit andet band, Sinergy, og da jeg kom tilbage var videoen færdig. Jeg spurgte de andre fyre, hvordan den var, og de var helt "oh... aahhh... um, dude, du kommer ikke til at kunne lide den". Så tjekkede jeg den og den... den var bare [pause] forfærdelig! Den fuckin' fyr havde ikke lyttet til noget af det, vi fortalte ham. | Citat |
| Alexi Laiho om videoen til "Needled 24/7" | |       |

I modsætning hertil har bandet erklæret Sandra Marschner som deres yndlingsinstruktør, at hun er meget professionel, og at de ønsker, at hun skal instruere deres fremtidige musikvideoer.
De første otte musikvideoer – med undtagelse af "Needled 24/7" – er inkluderet som ekstramateriale på dvd'en Stockholm Knockout Live.
| År   | Musikvideo                  | Album                       | Instruktør       | Kommentar                                                                      |
| ---- | --------------------------- | --------------------------- | ---------------- | ------------------------------------------------------------------------------ |
| 1998 | Deadnight Warrior           | Something Wild              | Ed Grain         |                                                                                |
| 1999 | Downfall                    | Hatebreeder                 | Ed Grain         |                                                                                |
| 2000 | Everytime I Die             | Follow the Reaper           | Tuukka Temonen   |                                                                                |
| 2003 | Needled 24/7                | Hate Crew Deathroll         | Pasi Takula      | Er ikke officielt understøttet af bandet.                                      |
| 2003 | Sixpounder                  | Hate Crew Deathroll         | Ed Grain         |                                                                                |
| 2004 | Trashed, Lost and Strungout | Are You Dead Yet?           | Patric Ullaeus   | Ullaeus stod også for filmningen af bandets live-dvd Stockholm Knockout Live.  |
| 2005 | In Your Face                | Are You Dead Yet?           | Sandra Marschner | Med hjælp fra det tyske produktionsselskab Katapult.                           |
| 2006 | Are You Dead Yet?           | Are You Dead Yet?           | Ralf Strathmann  | Laiho bryder sig ikke om videoen.                                              |
| 2007 | Blooddrunk                  | Blooddrunk                  | Sandra Marschner | Med hjælp fra det tyske produktionsselskab Katapult.                           |
| 2007 | Hellhounds on my Trail      | Blooddrunk                  | Sandra Marschner | Med hjælp fra det tyske produktionsselskab Katapult.                           |
| 2008 | Smile Pretty for the Devil  | Blooddrunk                  | ?                |                                                                                |
| 2008 | Lookin' Out My Back Door    | Blooddrunk                  | ?                | Filmet som en parodi på Creedence Clearwater Revival's oprindelige musikvideo. |
| 2010 | Was It Worth It?            | Relentless Reckless Forever | ?                |                                                                                |

Ud over disse er der også blevet udgivet to livevideoer som reklame for hhv. Tokyo Warhearts og Chaos Ridden Years. Til Tokyo Warhearts blev livenummeret "Silent Night, Bodom Night" mikset med videomateriale fra to af bandets koncerter i Tokyo. Til Chaos Ridden Years blev nummeret "Living Dead Beat" fra koncerten brugt.

## Bootlegs
En bootleg er en uautoriseret optagelse af et bands musik – oftest ved en livekoncert – og som bliver distribueret i undergrunden mellem fans. Set i forhold til andre heavy metal-bands er der relativt få Children of Bodom-bootlegs i omløb. Størstedelen af de kendte bootlegs er fra 2003 – samme år som Children of Bodom udgav deres fjerde studiealbum, Hate Crew Deathroll, og for alvor brød igennem til mainstream, hvilket kan forklare det høje antal bootlegs fra det år.
Følgende bootlegs er dokumenteret via bootlegs.ws medmindre andet er angivet.
| Dato               | Koncertsted                   | By               | Land     |
| ------------------ | ----------------------------- | ---------------- | -------- |
| 23. marts 1998     | Gladhouse                     | Cottbus          | Tyskland |
| 8. august 1998     | Wacken Open Air               | Wacken           | Tyskland |
| 5. september 1998  | Poligon Club                  | Sankt Petersborg | Rusland  |
| 8. juni 1999       | Club Heat Beat                | Osaka            | Japan    |
| 7. juli 2000       | Tuska Open Air                | Helsinki         | Finland  |
| 17. november 2000  | Ilosaarirock                  | Joensuu          | Finland  |
| 4. april 2001      | ?                             | Seoul            | Sydkorea |
| 9. april 2001      | Shibuya On Air East           | Tokyo            | Japan    |
| 23. september 2001 | Republica                     | Valencia         | Spanien  |
| 2. august 2002     | Wacken Open Air               | Wacken           | Tyskland |
| 15. februar 2003   | Shibuya Koukaidou             | Tokyo            | Japan    |
| 20. april 2003     | Karen                         | Göteborg         | Sverige  |
| 29. april 2003     | Batschkapp                    | Frankfurt        | Tyskland |
| 5. maj 2003        | Elysee Montmartre             | Paris            | Frankrig |
| 16. august 2003    | Gorbunov Cultural Center      | Moskva           | Rusland  |
| 5. april 2004      | Masquerade                    | Atlanta, Georgia | USA      |
| 5. juni 2004       | Dynamo Open Air, Goffert Park | Nijmegen         | Holland  |
| 7. august 2004     | Wacken Open Air (Black Stage) | Wacken           | Tyskland |
| 28. oktober 2005   | Nosturi                       | Helsinki         | Finland  |

## Coversange
Children of Bodom har igennem deres karriere spillet mange coverversioner af andre kunstneres sange. Bassist Henkka Seppälä har udtalt:
| Citat                                           | Oftest prøver vi at lave noget lidt overraskende og ikke så åbenlyst. Ikke ligesom Judas Priest's "Painkiller". Det er altid lidt svært at vælge. Men oftest er det bare de bands, vi kan lide, for eksempel Ramones eller Andrew WK. Og så skal det selvfølgelig være en sang, som vi kan ordne på vores måde, og det skal også lyde godt. | Citat |
| Henkka Seppälä om Children of Bodoms coversange | |       |

Flere af sangene er enten af bands, som Children of Bodom selv er, eller har været, fans af, såsom Stone og W.A.S.P., bands som Children of Bodom selv har spillet med (Impaled Nazarene) eller bestillingsarbejde til hyldestalbum til f.eks. Iron Maiden, Scorpions og Sepultura.
En usædvanlig undtagelse herfra er dog popmusikeren Britney Spears' "Oops, I Did it Again...". Om den har Seppälä udtalt:
| Citat                                          | Det var bare en fuld nat på en Amerikaturné. Britney Spears var i fjernsynet, og jeg tror det var Janne som sagde "Lad os ordne Britney Spears som den næste." Og så grinede vi og glemte alt om det, fordi det bare var en dårlig joke. Så da vi var i studiet og ikke havde nogen anelse om, hvad vi skulle lave, tænkte vi "Hvad fanden, lad os bare prøve Britney. Who cares? Lad os se hvad folk synes om det." Det har været temmelig interessant at se, hvad folk har syntes om den. | Citat |
| Henkka Seppälä om indspilningen af coversangen | |       |

| Titel                                 | Kunstner                     | Udgivet på |
| ------------------------------------- | ---------------------------- | --- |
| "No Commands"                         | Stone                        | - Downfall-singlen - Den japanske version af Hatebreeder - Deluxe-versionen af Hatebreeder - Tokyo Warhearts 12" lp'en                                                 |
| "Mass Hypnosis"                       | Sepultura                    | - Sepultural Feast: A Tribute to Sepultura - Den japanske version af Something Wild                                                                                    |
| "Don't Stop At The Top"               | the Scorpions                | - A Tribute to the Scorpions - Deluxe-versionen af Something Wild - Den finske deluxe-version af Follow the Reaper                                                     |
| "Shot In The Dark"                    | Ozzy Osbourne                | - Japanske version af Follow the Reaper |
| "Hellion"                             | W.A.S.P.                     | - Hate Me!-singlen - Den europæiske deluxe-udgave af Follow the Reaper - Den amerikanske deluxe-udgave af Follow the Reaper                                            |
| "Aces High"                           | Iron Maiden                  | - A Tribute To The Beast |
| "Somebody Put Something in My Drink"  | The Ramones                  | - You're Better Off Dead!-singlen - Den japanske udgave af Hate Crew Deathroll - Den amerikanske udgave af Are You Dead Yet?)                                          |
| "Silent Scream"                       | Slayer                       | - Skulle oprindeligt have været på et hyldestalbum til Slayer, men det blev aldrig udgivet. - Deluxe-udgaven af Something Wild - Deluxe-udgaven af Hate Crew Deathroll |
| "Rebel Yell"                          | Billy Idol                   | - Bestbreeder - Den engelske udgave af Are You Dead Yet? |
| "Latomeri"                            | Klamydia                     | - Klamydia's Seokset-ep |
| "Bed Of Nails"                        | Alice Cooper                 | - Trashed, Lost & Strungout-ep'en |
| "She Is Beautiful"                    | Andrew W.K.                  | - Trashed, Lost & Strungout-ep'en |
| "Oops, I Did It Again..."             | Britney Spears               | - In Your Face-singlen - Den japanske udgave af Are You Dead Yet? |
| "Talk Dirty To Me"                    | Poison                       | - Den japanske udgave af Are You Dead Yet? - Smile Pretty for the Devil                                                                                                |
| "Waiting"                             | King Diamond                 | aldrig udgivet |
| "He's Back (The Man Behind the Mask)" | Alice Cooper                 | aldrig udgivet |
| "Sukset"                              | Popeda                       | aldrig udgivet |
| "War Inside My Head"                  | Suicidal Tendencies          | aldrig udgivet |
| "Ghost Riders in the Sky"             | Stan Jones                   | - Flere versioner af Blooddrunk. |
| "Lookin' Out My Back Door"            | Creedence Clearwater Revival | - Deluxe-versionen af Blooddrunk-singlen. |
| "Just Dropped In"                     | Kenny Rogers                 | - Den japanske udgave af Blooddrunk - Hellhounds On My Trail-ep'en. |
| "Vitutuksen Multihuipennus"           | Impaled Nazarene             | - Brugt til tidlige koncerter |
| "Stratosphere"                        | Stratovarius                 | - Brugt til koncerter i 1996 |
| "My Sky Is Darker Than Thine"         | Sentenced                    | - Brugt til koncerter i 1997 |
| "We're Not Gonna Take It"             | Twisted Sister               | - Brugt til koncerter i Finland, Spanien og Sydamerika i 2001 |
| "Party All the Time"                  | Eddie Murphy                 | - Relentless Reckless Forever - Roundtrip to Hell and Back-singlen |

En udbredt misforståelse er, at Children of Bodom har spillet "The Trooper" af Iron Maiden og "The Final Countdown" af Europe. Dette har bandet dog officielt benægtet. Det var Sentenced, der lavede en kendt coverversion af "The Trooper", og Dispatched og Norther som har spillet "The Final Countdown".

## Fodnoter
1. 1 2  All Music Guide: Something Wild
2. 1 2 3  Brian D. Holland (25. januar 2007). "Interview with Alexi Laiho". Modern Guitars Magazine. Arkiveret fra originalen 9. juli 2007. Hentet 7. juli 2007.
3. ↑  Encyclopaedia Metallum – Children of Bodom
4. ↑  "Metal from Finland: Children of Bodom". Arkiveret fra originalen 29. april 2015. Hentet 21. juni 2008.
5. ↑  "MTV.com: Children of Bodom biography". Arkiveret fra originalen 6. december 2006. Hentet 21. juni 2008.
6. 1 2 3  "Jen's Metal Page: Interview med Alexander Kuoppala". Arkiveret fra originalen 24. juni 2008. Hentet 21. juni 2008.
7. ↑  Anmeldelse af Follow the Reaper Arkiveret 26. december 2007 hos  Wayback Machine på LivingForMetal.com Arkiveret 2. januar 2008 hos  Wayback Machine
8. ↑  Peggy Tsui (22. november 2005). "Interview With Alexi Laiho Of Children Of Bodom". Metalunderground.com. Hentet 7. juli 2007.
9. 1 2  "metaljudgment.com: Hate Crew Deathroll". Arkiveret fra originalen 14. juli 2011. Hentet 21. juni 2008.
10. ↑  Amazon.de: Hate Crew Deathroll Children-Bodom.
11. 1 2 3  Anmeldelse af Are You Dead Yet? Arkiveret 30. september 2007 hos  Wayback Machine på www.metal-observer.com
12. ↑  Are You Dead Yet? på www.amazon.com
13. ↑  Anmeldelse af Are You Dead Yet? på www.metalstorm.ee
14. ↑  "Children of Bodom Finnish Albums Chart". finnishcharts.com. Hentet 2008-06-06.
15. ↑  "Children of Bodom > Longplay-Chartverfolgung". Musicline.de (tysk). PhonoNet. Arkiveret fra originalen 31. januar 2009. Hentet 2009-01-14.
16. ↑  "Children of Bodom French Albums Chart". lescharts.com. Hentet 2008-06-06.
17. ↑  "Children of Bodom Austrian Albums Chart" (tysk). austriancharts.com. Hentet 2008-06-06.
18. ↑  "Children of Bodom Swedish Albums Chart". swedishcharts.com. Hentet 2008-06-06.
19. ↑  "Children of Bodom Swiss Albums Chart" (tysk). Swiss charts. Hentet 2008-06-06.
20. ↑  "Children of Bodom Billboard Albums Chart". www.billboard.com. Hentet 2008-06-06.
21. ↑  "Children of Bodom Albums Chart". www.allmusic.com. Hentet 2008-06-06.
22. ↑  "Children of Bodom Oricon Albums Chart" (japansk). www.oricon.co.jp. Hentet 2014-06-06.
23. ↑  "Children of Bodom UK Albums Chart". www.officialcharts.com. Hentet 2014-06-06.
"Children of Bodom UK Albums Chart CHART: CLUK Update 22.06.2013 (wk24)". www.zobbel.de. Hentet 2014-06-06.
"Children of Bodom UK Albums Chart". www.zobbel.de. Hentet 2014-06-06.
24. ↑  "Children of Bodom Australian Albums Chart". australian-charts.com. Hentet 2008-06-06.
  - I Worship Chaos: Ryan, Gavin (2015-10-10). "ARIA Albums: Triple J's 'Like a Version 11' Stops Cold Chisel From Debuting At No 1". Noise11. Hentet 2015-10-10.
25. ↑  "Children of Bodom Hungarian Albums Chart". zene.slagerlistak.hu. Hentet 2008-06-06.
26. 1 2 3 4 5 6 7 8 9 10 11 12 13 14  "Kulta ja platinalevyt" (finsk). International Federation of the Phonographic Industry. Arkiveret fra originalen 22. oktober 2017. Hentet 2009-01-14.
27. ↑  "Metal/Hard Rock Album Sales In The US As Reported By SoundScan". www.blabbermouth.net. Hentet 2014-06-06.
28. 1 2 3 4  "CHILDREN OF BODOM: 'Halo Of Blood' First-Week Sales Revealed". www.blabbermouth.net. Hentet 2014-06-06.
29. ↑  "Interview med Alexander Kuoppala". Arkiveret fra originalen 24. juni 2008. Hentet 21. juni 2008.
30. 1 2   (Webside ikke længere tilgængelig
 Søg i webarkiv)  Murder Archives: Chaos Ridden Years – Stockholm Knockout Live
31. ↑  "metalstorm.ee: Interview med Alexi Laiho". Arkiveret fra originalen 27. september 2007. Hentet 21. juni 2008.
32. 1 2 3 4  Metal-Rules.com: Interview med Alexi Laiho
33. ↑  Implosion of Heaven på Encyclopedia Metallum
34. ↑  Ubiguitous Absence of Remission på Encyclopedia Metallum.
35. ↑  Shining på Encyclopedia Metallum
36. ↑  Interview med Alexi Laiho på metal-rules.com.
37. ↑  Knight News: Interview med Alexi Laiho (Webside ikke længere tilgængelig)
38. ↑  The Carpenter Arkiveret 10. februar 2009 hos  Wayback Machine på Encyclopaedia Metallum
39. ↑   (Webside ikke længere tilgængelig
 Søg i webarkiv)  Hate Me! på scythes-of-bodom.com.
40. ↑   (Webside ikke længere tilgængelig
 Søg i webarkiv)  You're Better Off Dead! på scythes-of-bodom.com.
41. ↑  Children Of Bodom - Needled 24/7 (Vinyl) at Discogs
42. ↑   (Webside ikke længere tilgængelig
 Søg i webarkiv)  In Your Face på scythes-of-bodom.com
43. ↑   (Webside ikke længere tilgængelig
 Søg i webarkiv)  Murder Archives: Sandra Marschner
44. ↑   (Webside ikke længere tilgængelig
 Søg i webarkiv)  Scythes of Bodom: Interview med Alexi Laiho
45. ↑  "Bootlegs.ws: Other Bands Bootlegs pt II (C-E)". Arkiveret fra originalen 7. november 2007. Hentet 28. oktober 2007.
46. ↑  Lastfm.de: 1998-09-05: Poligon Club, St.Petersbourg, Russia
47. ↑  Lastfm.de: 2000-11-17: Ilosaarirock, Joensuu, Finland
48. ↑  Lastfm.de: 2001-04-04: Seoul, Korea
49. ↑  "Deezer's music services are not yet available in your country". Arkiveret fra originalen 28. september 2007. Hentet 28. oktober 2007.
50. 1 2  "Live-Metal.net: Interview med Henkka Seppälä". Arkiveret fra originalen 16. februar 2021. Hentet 26. august 2007.
51. 1 2 3 4 5 6 7 8 9 10 11 12 13 14 15  "COBHC.com: FAQ". Arkiveret fra originalen 6. november 2006. Hentet 23. juni 2007.
52. ↑  All Music Guide: Sepultural Feast: A Tribute to Sepultura
53. ↑   (Webside ikke længere tilgængelig
 Søg i webarkiv)  Murder Archives: Don't Stop at the Top
54. ↑  All Music Guide: A Tribute To The Beast
55. 1 2 3 4 5 6 7 8   (Webside ikke længere tilgængelig
 Søg i webarkiv)  Scythes Of Bodom: Questions & Answers
56. ↑  "Encyclopaedia Metallum: Read more about Children of Bodom". Arkiveret fra originalen 22. december 2008. Hentet 16. juli 2007.